# Konstantín Mélnikov

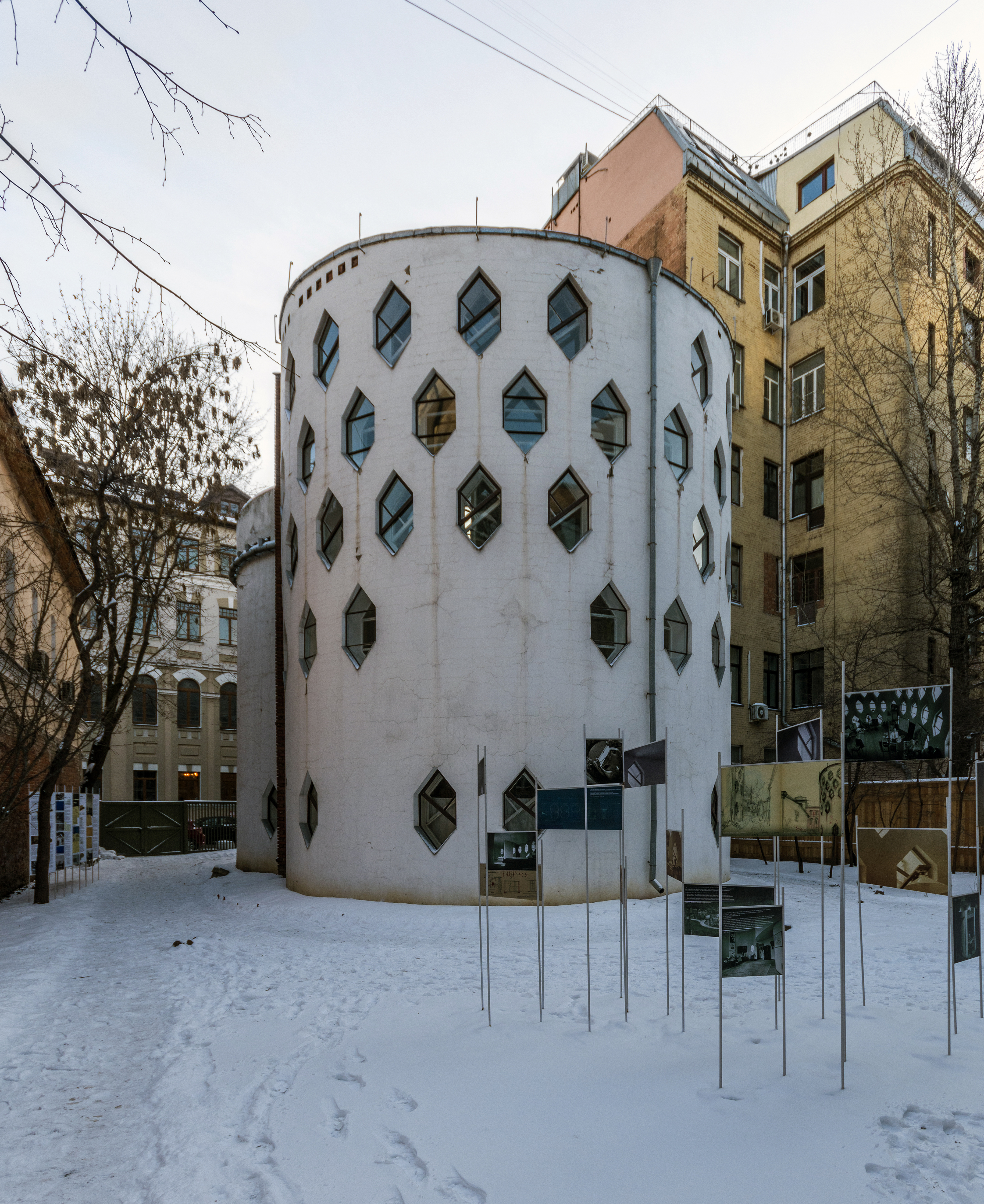
Vista trasera de la Casa Mélnikov, residencia del propio arquitecto en Moscú.

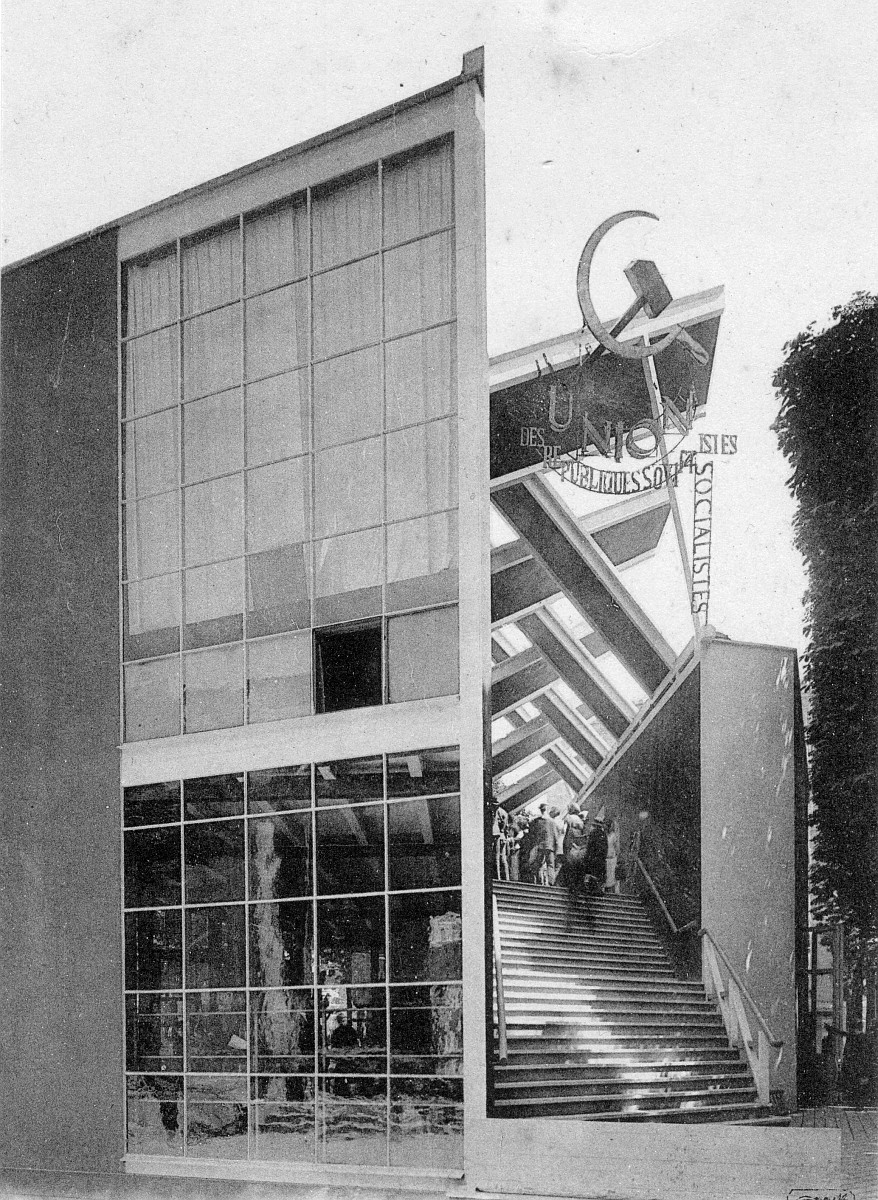
Pabellón de la URSS, París (1925).

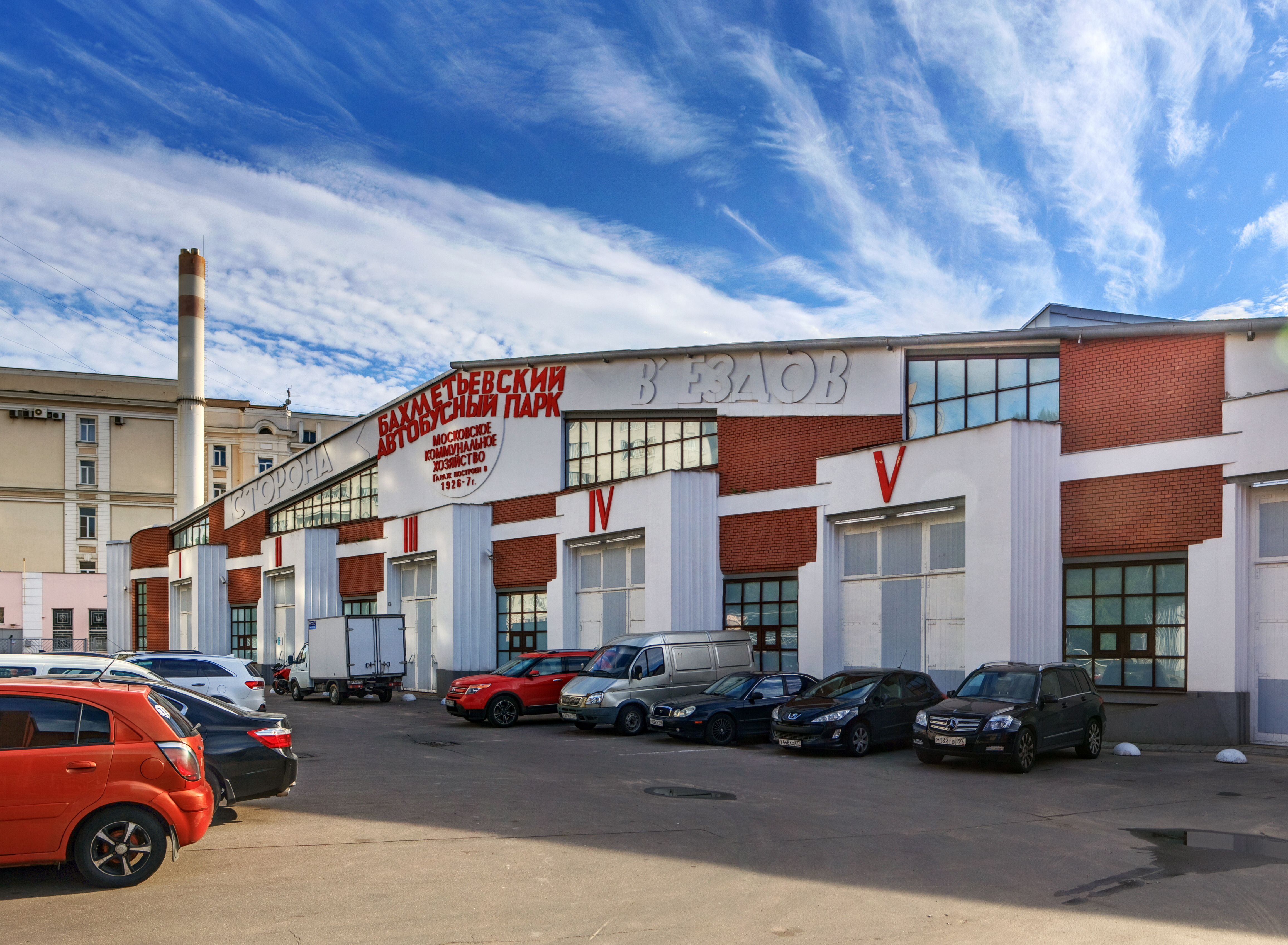
Garaje Bajmétievski, Moscú (1926-1927).

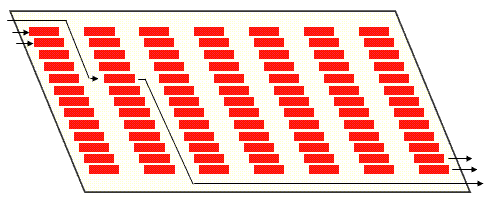
Esquema de aparcamiento y movimiento de coches en el Garaje Bajmétievski

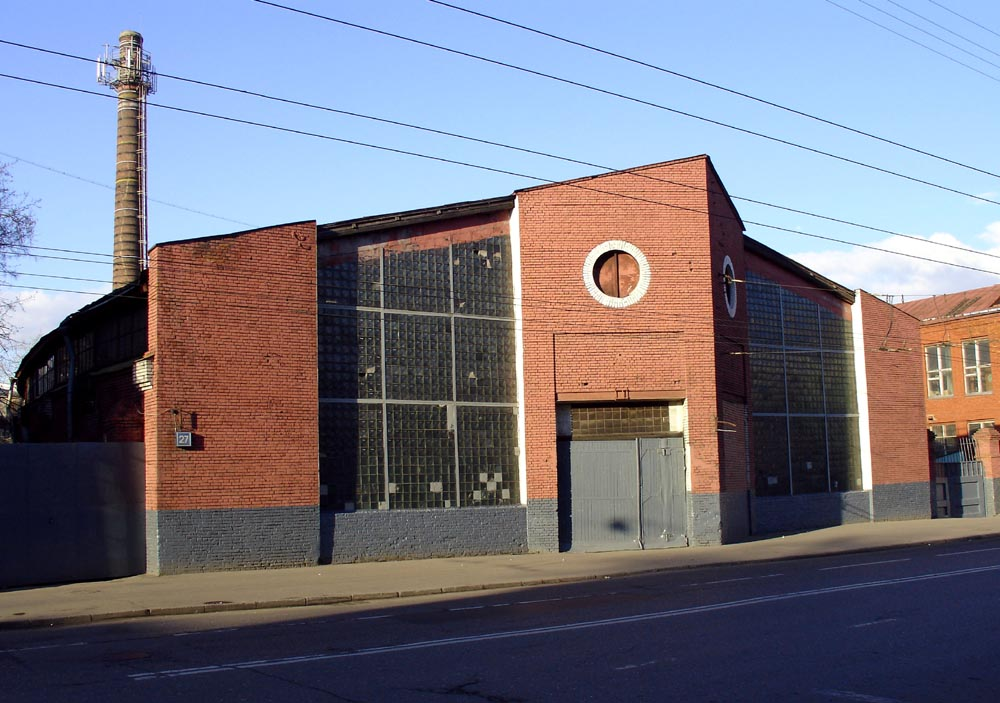
Garaje en la calle Novo-Ryazánskaya, Moscú (1926-1929).

Konstantín Stepánovich Mélnikov (en ruso: Константин Степанович Мельников; Moscú, 3 de agosto de 1890-Moscú, 28 de noviembre de 1974) fue un arquitecto y pintor ruso. Su obra arquitectónica, condensada en una sola década (1923-1933), colocó a Mélnikov en la vanguardia de la arquitectura de vanguardia de la década de 1920. Aunque asociado con los constructivistas, Mélnikov fue un artista independiente, no limitado por las reglas de un estilo o grupo artístico en particular. En la década de 1930, Mélnikov se negó a adaptarse a la creciente arquitectura estalinista, se retiró de la práctica y trabajó como retratista y profesor hasta el final de su vida.

## Biografía
Mélnikov nació y murió en Moscú. Fue el cuarto hijo de la familia. Su padre, Stepán Illariónovich Mélnikov, originario del pueblo Aleksándrovo en la Gobernación de Nizhni Nóvgorod, era capataz de mantenimiento de carreteras, empleado por la Academia Agrícola y Forestal Petróvskaya de Moscú. La madre, Yelena Grigórievna (de soltera Répkina), provenía de los campesinos del uyezd de Zvenígorod. Toda la familia vivía en una habitación individual de un cuartel de clase obrera administrado por el estado en la llamada «Solómennaya storozhka» («Соломенная сторожка» o «Cabaña con tejado de paja», en inglés «Straw Lodge»), un barrio suburbano cercano a Moscú. Los Mélnikov se esforzaron por superar la pobreza extrema, regresar a la agricultura y finalmente se mudaron a su propia casa pequeña y establecieron su propia granja lechera. Konstantín Mélnikov más tarde elogió a su padre, quien notó la adicción del niño al dibujo y regularmente le trajo papel borrador para dibujar de la Academia. Sin embargo, la única educación que podían permitirse era una escuela parroquial de dos años (terminada en 1903).  
Konstantín conoció su "día dorado en la vida" ("это был золотой день в моей жизни") a través de una repartidora de leche, que trabajaba para la familia de Vladímir Chaplin, un ingeniero adinerado. Ella le recomendó los dibujos de Konstantín a Chaplin, quien quedó tan impresionado que contrató al adolescente para su empresa y pagó sus estudios de arte. Chaplin sobreestimó la educación básica de Mélnikov, y Konstantín suspendió su examen de gramática en la Escuela de Pintura, Escultura y Arquitectura de Moscú en 1904, habiendo aprobado el resto de las asignaturas. Un año después, aprobó la admisión que seleccionó una clase de 11 alumnos de los 270 solicitantes que se habían presentado. Mélnikov estudió en la Escuela durante 12 años, primero completando Educación General (1910), luego graduándose en Artes (1914) y Arquitectura (1917). A pesar de los llamados de Chaplin para que se concentrara en la arquitectura, Mélnikov se inclinó por la pintura; cuando se unió a las clases de Arquitectura, ya era un retratista reconocido. Más tarde, recordó a Konstantín Korovin, Serguéi Maliutin y Abram Arjípov como sus mentores en arte; en cuanto a la arquitectura, solo dio sus saludos a Iván Zholtovski, su profesor en 1917-1918.
Mélnikov se casó con Anna Yáblokova en 1912; tuvieron dos hijos, nacidos en 1913 y 1915.

## Trayectoria
Durante la Primera Guerra Mundial y los primeros años tras la Revolución Rusa de 1917, Mélnikov trabajó dentro de la tradición neoclásica. Antes de la Revolución, participó en el proyecto Fábrica de camiones AMO. En 1918-1920, trabajó en el taller de planificación Nuevo Moscú, dirigido por Iván Zholtovski y Alekséi Shchúsev, diseñando los sectores de campo de Jodynka y raión Butyrski de la ciudad. Mientras tanto, el sistema educativo ruso se derrumbó; en 1920, se creó la nueva escuela superior de arte, VJUTEMÁS. Su facultad de arquitectura estaba dividida en tres facciones: Un Taller Académico (Iván Zholtovski), Talleres Unidos de izquierdas (Nikolái Ladovski), y un taller conjunto de Mélnikov e Iliá Gólosov, conocido como Nueva Academia y Taller nº 2. Mélnikov y Gólosov se resistieron tanto al campo académico como al izquierdista; en 1924, cuando la dirección fusionó Nueva Academia con Taller Académico, Mélnikov abandonó VJUTEMÁS. En 1923-1924, Mélnikov se asoció temporalmente con los grupos artísticos ASNOVA y LEF, sin embargo, no participó en disputas públicas ni hizo declaraciones públicas. En particular, se distanció claramente del grupo constructivista, liderado por Moiséi Guínzburg y Aleksandr Vesnín.
Su primer éxito en arquitectura fue una propuesta presentada en 1922 a un concurso de viviendas para obreros. Con el nombre en clave de Átom, el diseño de Mélnikov empleaba la disposición en diente de sierra de las unidades que se convertiría en su marca de fábrica en obras posteriores. A diferencia de otros proyectos «revolucionarios», Átom se basaba en viviendas unifamiliares y apartamentos tradicionales.
Las primeras obras materializadas de Mélnikov fueron edificios efímeros y temporales. El primero, un pabellón de 1923 para la Exposición Panrusa de Agricultura y Artesanía, presentaba más marcas de Mélnikov:
- Las formas cúbicas elevadas están desplazadas de las columnas de soporte.
- Combinación de tejados de una sola vertiente
- Esquinas acristaladas.[7]

Esta última característica se comparte con los constructivistas; el tejado de una sola vertiente y en ángulo iba en contra del canon constructivista, pero se adaptaba bien a las tecnologías existentes: La industria soviética de la década de 1920 no disponía de la tecnología necesaria para construir tejados planos fiables.
Comenzando con un pabellón para la Exposición Panrusa de Agricultura y Artesanía (1923), Mélnikov se embarca en una línea de innovación y encargos de alto nivel: el sarcófago en el Mausoleo de Lenin en 1924 y el Pabellón Soviético en la Exposición Internacional de Artes Decorativas e Industrias Modernas en París (1925). El edificio de París atrajo la atención internacional, y fue mirado como uno de los más progresistas edificios de la feria. El pabellón de madera, que empleaba una combinación de tejados de una sola vertiente de diferentes tamaños, fue considerado uno de los edificios más progresistas de la feria. A diferencia de otros pabellones de París, se completó en menos de un mes, empleando a no más de 10 trabajadores.
En París, a donde viajó para dirigir las obras de construcción del pabellón, tuvo la oportunidad de contactar con algunos de los autores de la arquitectura de vanguardia centroeuropea. Conoció a Le Corbusier, que le enseñó algunas de sus obras en un paseo en el coche del arquitecto suizo y entabló amistad con Robert Mallet-Stevens. Su esposa y sus dos hijos se reunieron con él en París en el verano de 1925. Recibió el encargo del ayuntamiento de París para realizar una propuesta de aparcamiento para 1000 autos. Del que Mélnikov realizó una primera versión sobre el Sena y una segunda versión, que desarrolló en una estancia vacacional junto a su familia en San Juan de Luz, contenida en un prisma regular de 50 metros de lado. Finalmente ninguna de ellas despertó el interés de las autoridades municipales. 

### Garajes de Mélnikov
Todavía en París, Mélnikov diseñó dos versiones por encargo privado de un garaje en rampa que nunca pasó de la fase de dibujo conceptual. En la segunda versión de este proyecto, Mélnikov encontró un patrón útil para colocar los coches en un garaje (de nuevo, un patrón de dientes de sierra) en el que los coches podían aparcar y salir sin usar la marcha atrás. En Moscú, Mélnikov vio una nueva flota de autobuses Leyland acaparados en un patio de Zamoskvorechye, e inmediatamente propuso su concepto a la ciudad. El resultado, Garaje de autobuses Bajmétievski, albergaba 104 autobuses en 8500 metros cuadrados de una planta poco convencional en forma de paralelogramo con el sistema de techo de Vladímir Shújov.
Mélnikov llamó más tarde a este proyecto «el comienzo de mi Temporada Dorada». El Garaje Bajmétievski, a veces incorrectamente llamado un hito constructivista, tenía un estilo muy modesto en un indefinido ladrillo rojo «industrial». Los edificios de garajes posteriores de Mélnikov, por el contrario, poseían un estilo exterior claramente vanguardista (muy deteriorado por el paso del tiempo):
- 1926-1929: Garaje para camiones en forma de herradura, calle Novo-Ryazánskaya (con Vladímir Shújov)
- 1933-1936: Intourist garaje de coches, calle Suschevski Val (con Andréi Kúrochkin)
- 1934-1936: Gosplan garaje de coches, calle Aviamotórnaya[12]

### Clubes Mélnikov
La «temporada dorada» de 1927 continuó con una cadena de comisiones sindicales para los clubes obreros. «A partir de 1927, mi influencia se convirtió en una toma del monopolio... así es como te tratará el amor si te ama de verdad» ("Начиная с 1927, мой авторитет вырос в монопольный захват.... вот так поступит любовь и с Вами, если она Вас полюбит").
La construcción en todo el país de nuevos edificios dedicados a los clubes obreros (que combinaban funciones de propaganda, educación y centro comunitario) se inició en 1926 y alcanzó su punto álgido en 1927, cuando los sindicatos encargaron la construcción de 30 clubes en la óblast de Moscú (10 en la ciudad de Moscú). Mélnikov ganó cinco de estos diez proyectos (su sexto club se encuentra en Likinó-Duliovo). La ausencia de concursos públicos para estos edificios favoreció a Mélnikov, que fue promovido por entusiastas comisionados sindicales, independientemente de la complejidad del diseño o de sus afiliaciones políticas y artísticas. Tuvo la oportunidad de construir prácticamente tal y como estaba planeado, con muy pocos cambios por parte del cliente (en particular, la omisión de las piscinas).

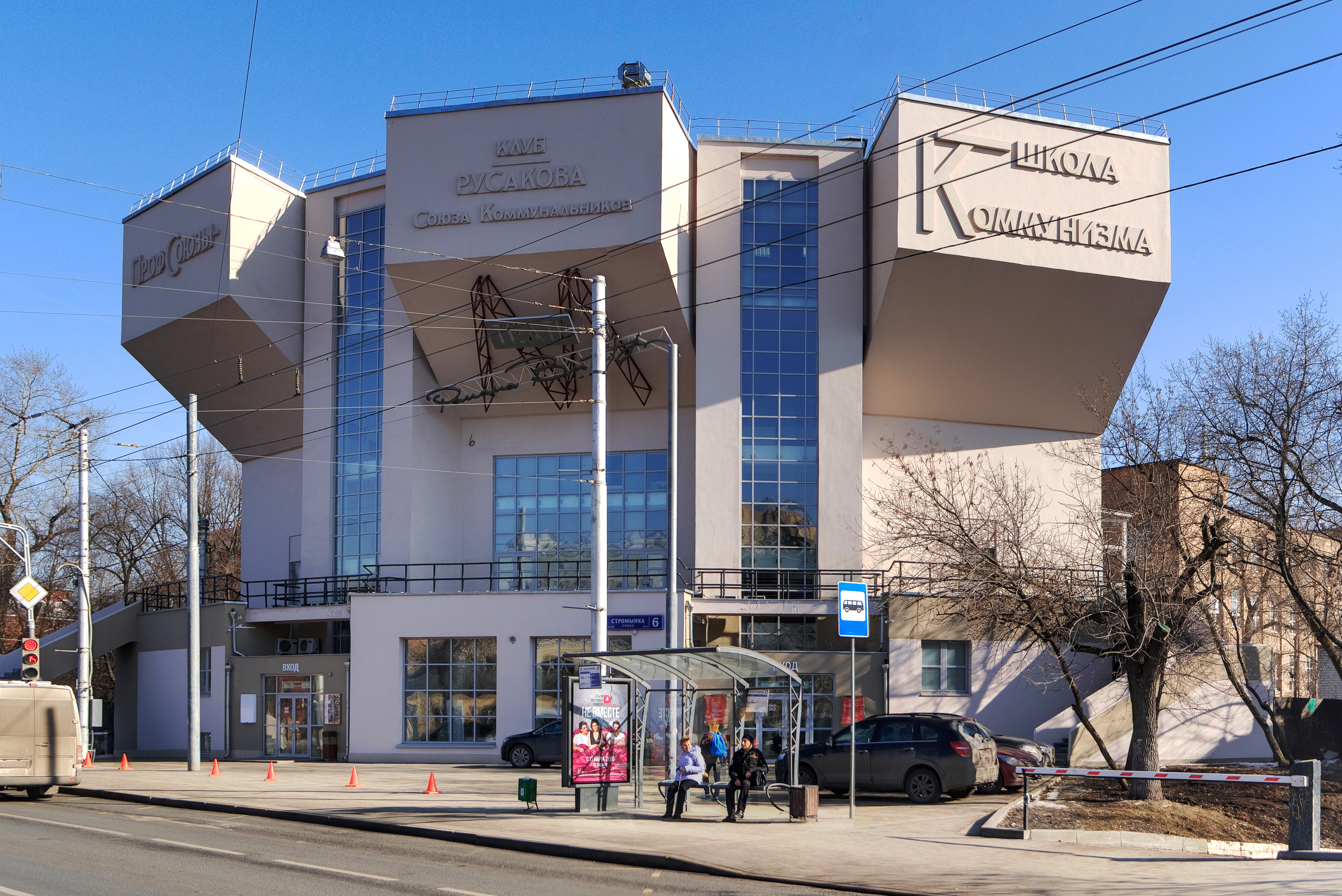
Club Rusakov, Moscú (1927-1929).

Los seis clubes obreros de este periodo difieren en forma, tamaño y conjunto funcional. Los clientes de Mélnikov (los sindicatos) no eran competentes en las funciones exactas de estos edificios, por lo que cada proyecto de Mélnikov es también un programa funcional con diferente equilibrio entre la sala principal y los demás espacios. El club, según Mélnikov, no es una única sala de teatro fija, sino un sistema flexible de diferentes salas que pueden unirse en un único gran volumen cuando sea necesario. Sus grandes salas principales pueden dividirse en tres (Club Rusakov) o dos (Club de la fábrica Svoboda) salas independientes.
Una característica común de sus clubes -el uso audaz de escaleras exteriores - es en realidad una consecuencia de los códigos de construcción de la década de 1920, que exigían amplias escaleras interiores para la evacuación en caso de incendio. Mélnikov, en un intento de ahorrar espacio interior, conectó los salones principales con galerías exteriores, lo que no estaba regulado por el código.

### La Casa Mélnikov

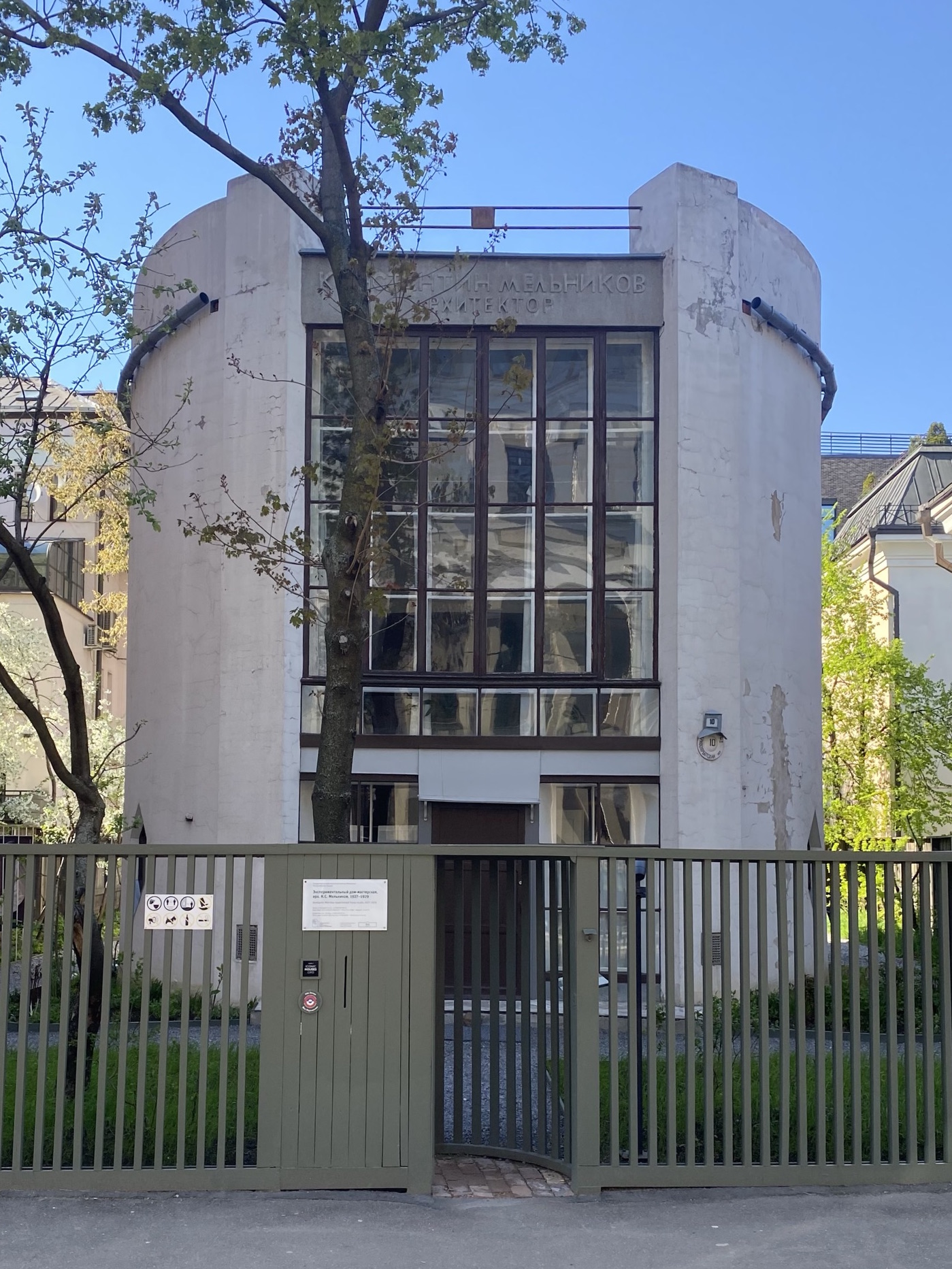
Fachada principal de la Casa Mélnikov vista desde la travesía Krivoarbatski.

El mejor ejemplo que existe de la obra de Mélnikov es su propia casa en la travesía (pereúlok) Krivoarbatski en Moscú, terminada en 1927-1929, que consta de dos torres cilíndricas que se cruzan, decoradas con un patrón de ventanas hexagonales. Su flujo de encargos en 1926-1927 le proporcionó el dinero suficiente para financiar la casa de tres pisos de sus sueños. En aquella época, muchos rusos acomodados se dedicaban a construir sus propias casas en la ciudad; Mélnikov fue uno de los pocos que consiguió conservar su propiedad tras la caída de la Nueva Política Económica. Su solicitud de terreno (790 metros cuadrados) tenía pocas posibilidades de ser aprobada por la comisión del distrito; para su sorpresa, un comisionado de la clase obrera lo apoyó, diciendo que «podemos construir edificios públicos en cualquier momento y en cualquier lugar, pero puede que nunca veamos terminada esta inusual casa si rechazamos a Mélnikov». La ciudad respaldó el proyecto de Mélnikov como un proyecto experimental y único en su clase.
Mélnikov prefería trabajar en casa, y siempre quiso una residencia espaciosa que pudiera albergar a su familia y sus talleres de arquitectura y pintura. Como dice el modismo ruso, diseñó la casa empezando «por el hogar»; el horno blanco existente en su salón se remonta a sus dibujos de 1920. La planta evolucionó de un cuadrado liso a un círculo y una forma de huevo, sin prestar mucha atención a los acabados exteriores. Mélnikov desarrolló el concepto de cilindros que se cruzan en 1925-1926 para su proyecto del Club de Trabajadores de Zúev (perdió el concurso contra Iliá Gólosov). El plano de los cilindros gemelos fue aprobado por la ciudad en junio de 1927 y se revisó durante la construcción.

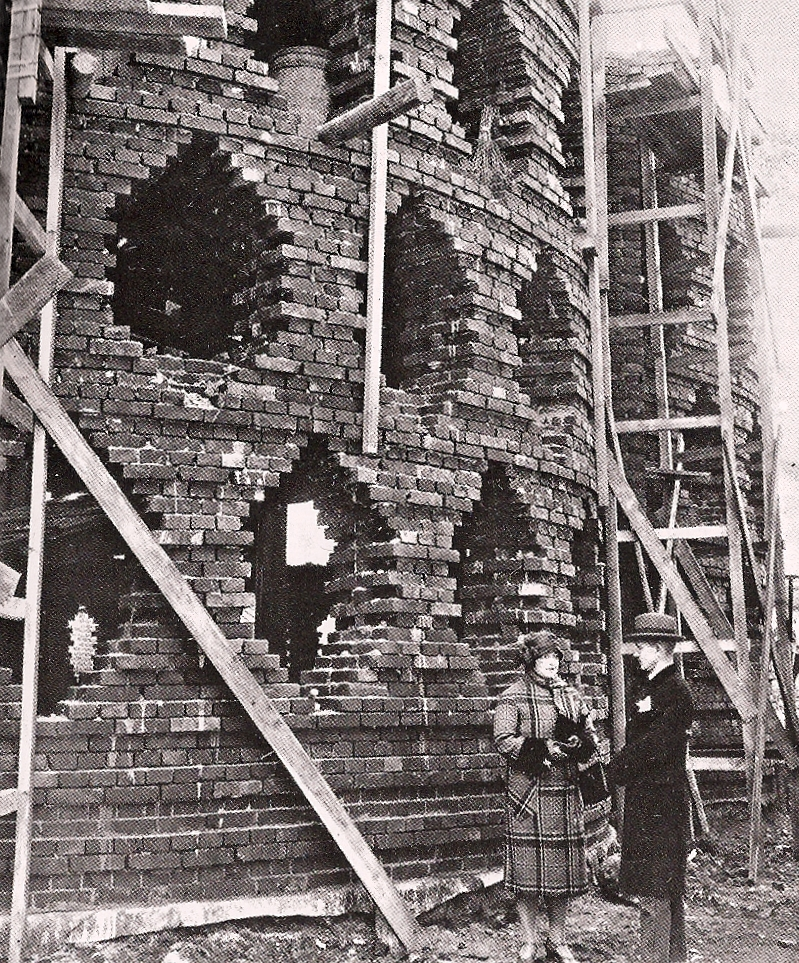
Nido de abeja, cáscara de celosía hecha de ladrillos con celdas hexaédricas. Abajo a la derecha Mélnikov con su esposa. 1927

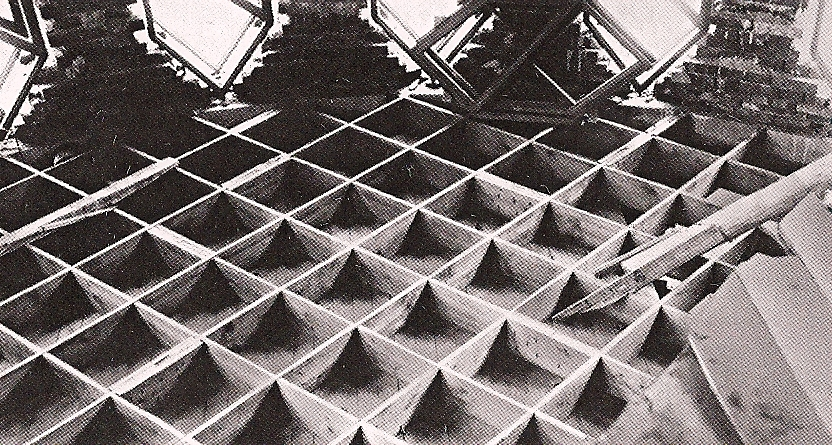
Carcasas de celosía en forma de panal hechas de tablas de madera colocadas de canto

Las torres, de arriba abajo, son una enrejado de nido de abeja de mampostería. 60 de las más de 200 celdas estaban acristaladas con ventanas (de tres diseños de marco diferentes), el resto se rellenaba con arcilla y chatarra. Este diseño poco ortodoxo fue consecuencia directa del racionamiento de materiales por parte del Estado: Mélnikov sólo disponía de ladrillo y madera, e incluso éstos escaseaban. Los techos de madera no tienen columnas ni vigas horizontales. Estaban formados por una retícula rectangular de tablones planos, en una especie de cubierta ortótropa. La habitación más grande, un taller de 50 metros cuadrados en la tercera planta, está iluminada con 38 ventanas hexagonales; el salón, igualmente grande, tiene una única ventana ancha sobre la entrada principal.
En 1929, Mélnikov propuso el mismo sistema de intersección de la ciliitectura - es un nido de abeja, cáscara de celosía hecha de ladrillos con celdas hexaédricas. Las cáscaras de celosía similares de metal fueron patentadas y construidas por Vladímir Shújov en 1896. Mélnikov construyó su casa en 1927-1929, y para entonces en la Unión Soviética ya se habían construido unas 200 conchas de celosía de acero de Shújov como cubiertas superiores de edificios, hiperboloides de agua y otras torres, incluida la famosa Torre de Shújov (torre de radio de 160 metros) de Moscú (1922). Dado que Mélnikov y Shújov se conocían bien y realizaron proyectos conjuntos (Garaje de autobuses Bajmétievski, Garaje de la calle Novo-Ryazánskaya), no es de extrañar que la casa de Mélnikov en Krivoarbatski pereúlok se construyera en forma de una original cáscara de celosía. Las cubiertas superiores de la propia casa de Мélnikov son las cáscaras de celosía en forma de panal hechas de tablas de madera colocadas de canto.

### Fin de su trayectoria
A lo largo de 1933-1937, como líder del Séptimo Taller de Planificación del Sóviet de Moscú (Mossoviet, ayuntamiento de Moscú), Mélnikov participó en proyectos de planificación urbana para el sector suroccidental de Moscú (Plaza Arbat y raión de Jamóvniki). Ninguno de ellos se materializó. Estos encargos parecían una apreciación de su talento, pero en realidad apartaron a Mélnikov de los proyectos de construcción reales.
Su última declaración pública fue un concurso en 1936 para el pabellón soviético en la Exposición Internacional de París de 1937. Perdió el concurso frente a Borís Iofán. En 1937, las crecientes críticas contra el «formalismo» provocaron la práctica excomunión de Mélnikov. No fue precisamente olvidado; al contrario, su Club Rusakov y su casa Arbat estaban presentes en muchos libros de texto soviéticos como ejemplos de formalismo.
Mélnikov conservó su casa de Arbat y vivió allí, a salvo, con su familia hasta su muerte. Volvió a pintar retratos y dio clases en escuelas de ingeniería. Mélnikov también diseñó trabajos arquitectónicos privados de poca importancia -casas de verano, interiores de tiendas-, algunos de los cuales se materializaron.
Mélnikov volvió al escenario de los concursos públicos en cuatro ocasiones:
- 1954 - para el Panteón y el monumento 300 años de unidad ruso-ucraniana
- 1958 - Palacio de los Soviets (concurso posterior a la Segunda Guerra Mundial)
- 1962 - Pabellón soviético en la Feria Mundial de Nueva York de 1964
- 1967 - Cine en la calle Arbat (junto a su propia casa)

En la década de 1960, Mélnikov disfrutó de un breve resurgimiento del interés por su arquitectura. Su 75 cumpleaños (1965) fue celebrado oficialmente por el Colegio de Arquitectos de Moscú; en 1967 y 1972 se le concedieron los títulos honoríficos de Doctor en Arquitectura y Arquitecto Meritorio.
Mélnikov murió a la edad de 84 años y fue enterrado en el cementerio Vvedénskoye, en el distrito de Lefórtovo de Moscú. Su hijo, Víktor, también pintor, vivió y trabajó en la casa de Arbat, y luchó para que se conservara como museo hasta su muerte en febrero de 2006. La casa contiene una parte importante del archivo de Konstantin S. Mélnikov.
El estilo de Mélnikov es difícil de categorizar. En sus experimentales usos de materiales y formas más su atención a la funcionalidad, tiene algo en común con los auto-denominados Expresionistas anteriores a la Primera Guerra Mundial, arquitectura de los alemanes Erich Mendelsohn y Bruno Taut, ambos trabajaron brevemente en Rusia en esa época. Es frecuentemente referenciado como Constructivista porque la influencia en Mélnikov de Vladímir Tatlin, y porque el deseo de Mélnikov era que sus edificios pudieran expresar los valores sociales soviéticos revolucionarios, aunque al mismo tiempo defendió públicamente en numerosas ocasiones el derecho y la necesidad de la expresión personal, que reivindicó como única fuente del diseño delicado. 
Uno de los mejores ejemplos existentes del trabajo de Mélnikov es su propia residencia en Moscú, que data de 1929, consiste en dos torres cilíndricas decoradas con un patrón de ventanas hexagonales. Estas torres están formadas por una cáscara a modo de enrejado hecho con ladrillo.
Mélnikov salió de los favores políticos en 1937, cuando fue seleccionado por la Unión de arquitectos como un arquitecto "formalista" (un dañino epíteto muy usado en su tiempo) y apartado de la enseñanza o de la práctica. Sobrevivió a las purgas estalinistas pero, rechazado el admitir las falsas acusaciones, nunca fue rehabilitado. Vivió en reclusión en su casa, donde trabajaba como un pintor de retrato a comisión hasta su muerte en 1974. Este largo silencio fue roto únicamente por un único pabellón para la Expo de Montreal en 1967. El hijo de Mélnikov, Víktor, quien como su padre, era pintor, también vivía y trabajaba en esa casa, y luchó por preservarla como museo hasta su muerte en febrero de 2006. La casa todavía contiene una importante porción del archivo de Konstantín Mélnikov. Un archivo disputado durante años por sus dos herederos, del que existen fotografías realizadas por el fotógrafo Ígor Palmín tomadas en los años 60.

## Selección de obras

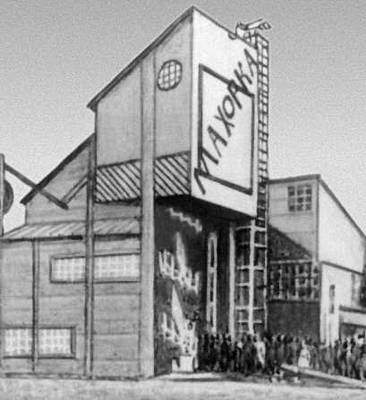
Pabellón Majorka.

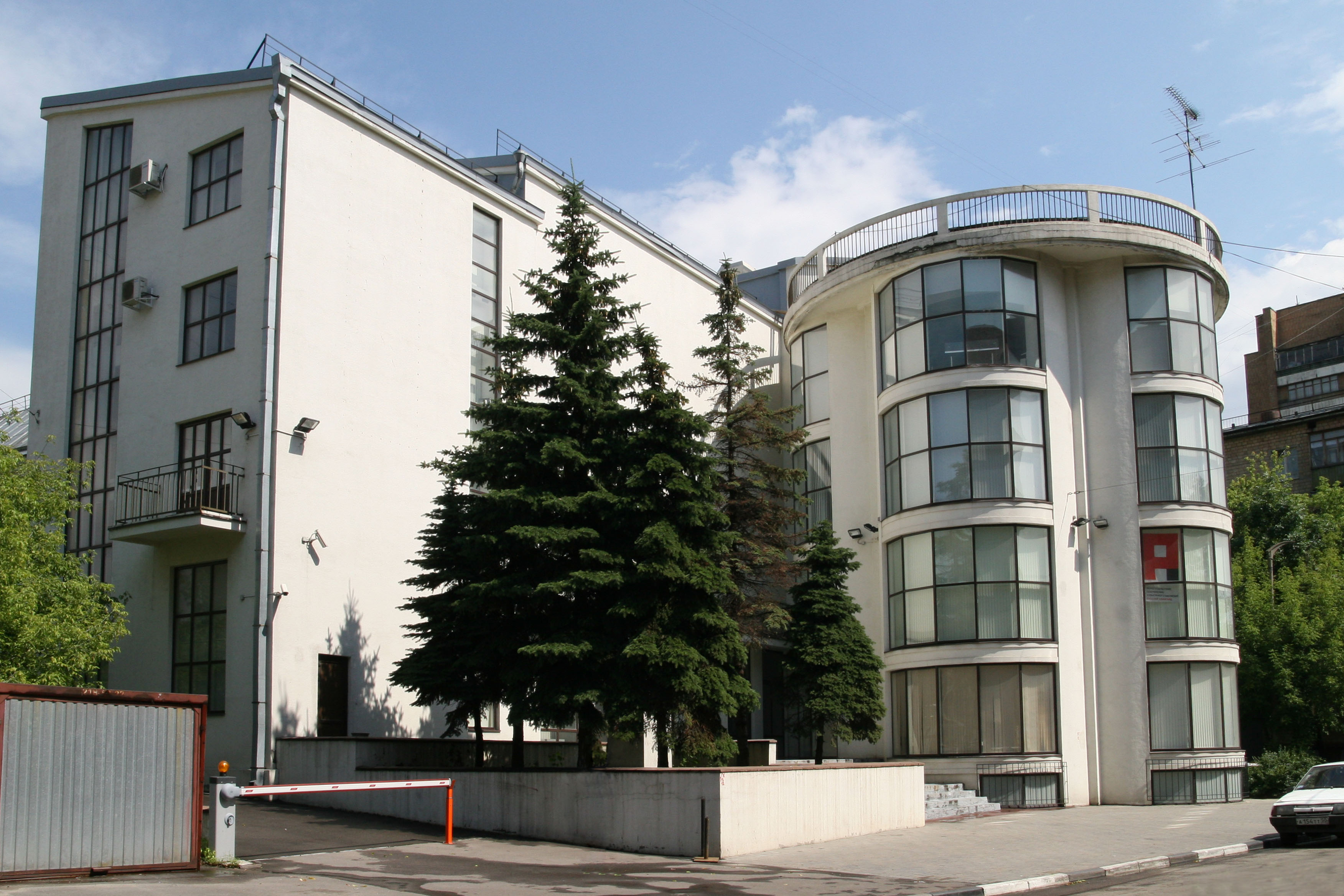
Club de la fábrica Burevéstnik.

- 1923 - Proyecto (denominado Nerv) del concurso para el Palacio del Trabajo que ganó Noy Trotski, Moscú
- 1923 - Pabellón Majorka para la Exposición Panrusa de Agricultura y Artesanía, Moscú.
- 1924 - Diseño para el sarcófago de Lenin (ejecutado)
- 1924–1925 - Concurso para la oficina en Moscú del diario Leningrádskaya Pravda.
- 1924–1925 - Concurso para el pabellón de la URSS en la Exposición Internacional de Artes Decorativas e Industrias Modernas, París (ejecutado)
- 1927–1931 - Club de la fábrica Kauchuk, calle Plyuschija, 64, Moscú.
- 1927–1931 - Club de la fábrica Svoboda (también denominado Palacio de Cultura Maksim Gorki), calle Vyátskaya, 41a, Moscú.
- 1927–1931 - Club de la fábrica Burevéstnik, calle 3ª Rýbinskaya, Moscú
- 1927–1931 - tres garajes para autobuses, incluido el Garaje Bajmétievski, Moscú.
- 1928 - Club de obreros Rusakov, calle Stromynka, 6, Moscú.
- 1928 - Casa Mélnikov, residencia propia (travesía Krivoarbatski pereúlok, 10), Moscú.
- 1929 - diseño del parque Gorki, Moscú
- 1929 - Garaje para camiones en la calle Novoryazánskaya, Moscú
- 1929 - Concurso para el Palacio de los Sóviets (la propuesta de Mélnikov fue ignorada por el jurado), Moscú
- 1934 - Concurso para el edificio del Narkomtyazhprom, Plaza Roja, Moscú

## Véanse también
- Vjutemás
- Racionalismo
- Suprematismo
- Arquitectura constructivista